# Podil, Hlobîne
Podil (în ucraineană Поділ) este un sat în comuna Fedorivka din raionul Hlobîne, regiunea Poltava, Ucraina.